# New England Patriots 1979
La stagione 1979 dei New England Patriots è stata la 10ª della franchigia nella National Football League, la 20ª complessiva e la primacon Ron Erhardt come capo-allenatore. 
Nella gara di debutto, i Patriots affrontarono i Pittsburgh Steelers nel Monday Night Football, con Darryl Stingley che fece il suo ritorno allo Schaffer Stadium. I tifosi dei Patriots tributarono alla stella rimasta paralizzata una lunga standing ovation. La squadra fu però sconfitta per 16-13 ai tempi supplementari. Dopo dodici partite New England si trovò su un record di 8-4, grazie a un attacco produttivo guidato dal quarterback Steve Grogan. Tuttavia, una striscia di tre sconfitte consecutive pose fine alle speranza di playoff del club, che terminò con un bilancio di 9-7.

## Calendario
| Turno | Avversario            | Risultato     | Stadio             | Record | Pubblico |
| ----- | --------------------- | ------------- | ------------------ | ------ | -------- |
| 1     | Pittsburgh Steelers   | S 13–16 (DTS) | Schaefer Stadium   | 0–1    | 60,978   |
| 2     | New York Jets         | V 56–3        | Schaefer Stadium   | 1–1    | 53,113   |
| 3     | at Cincinnati Bengals | V 20–14       | Riverfront Stadium | 2–1    | 41,805   |
| 4     | San Diego Chargers    | V 27–21       | Schaefer Stadium   | 3–1    | 60,916   |
| 5     | at Green Bay Packers  | S 14–27       | Lambeau Field      | 3–2    | 52,842   |
| 6     | Detroit Lions         | V 24–17       | Schaefer Stadium   | 4–2    | 60,629   |
| 7     | at Chicago Bears      | V 27–7        | Soldier Field      | 5–2    | 54,128   |
| 8     | Miami Dolphins        | V 28–13       | Schaefer Stadium   | 6–2    | 61,096   |
| 9     | at Baltimore Colts    | S 26–31       | Memorial Stadium   | 6–3    | 41,029   |
| 10    | at Buffalo Bills      | V 26–6        | Rich Stadium       | 7–3    | 67,935   |
| 11    | at Denver Broncos     | S 10–45       | Mile High Stadium  | 7–4    | 74,379   |
| 12    | Baltimore Colts       | V 50–21       | Schaefer Stadium   | 8–4    | 60,879   |
| 13    | Buffalo Bills         | S 13–16       | Schaefer Stadium   | 8–5    | 60,991   |
| 14    | at Miami Dolphins     | S 24–39       | Miami Orange Bowl  | 8–6    | 69,174   |
| 15    | at New York Jets      | S 26–27       | Shea Stadium       | 8–7    | 45,131   |
| 16    | Minnesota Vikings     | V 27–23       | Schaefer Stadium   | 9–7    | 54,719   |

## Classifiche
| AFC East             | AFC East | AFC East | AFC East | AFC East | AFC East | AFC East | AFC East | AFC East | AFC East |
|                      | V        | S        | P        | %        | DIV      | CONF     | PF       | PS       | Str.     |
| -------------------- | -------- | -------- | -------- | -------- | -------- | -------- | -------- | -------- | -------- |
| Miami Dolphins(3)    | 10       | 6        | 0        | .625     | 5–3      | 6–6      | 341      | 257      | S1       |
| New England Patriots | 9        | 7        | 0        | .563     | 4–4      | 6–6      | 411      | 326      | V1       |
| New York Jets        | 8        | 8        | 0        | .500     | 4–4      | 5–7      | 337      | 383      | V3       |
| Buffalo Bills        | 7        | 9        | 0        | .438     | 4–4      | 5–7      | 268      | 279      | S3       |
| Baltimore Colts      | 5        | 11       | 0        | .313     | 3–5      | 4–10     | 271      | 351      | V1       |